# Pierre Quinio
Pour les articles homonymes, voir Quinio.
Pierre Quinio, né le 6 avril 1927 à Kernascléden (Morbihan), mort le 29 décembre 1980 à Quéven (Morbihan), instituteur et maire de Quéven (1974-1980).

## Biographie
Pierre Quinio est né à Kernascléden où son père est sabotier et sa mère y tient un café-restaurant.
Alors qu'il étudie au Lycée Dupuy-de-Lôme de Lorient replié à Guémené-sur-Scorff, il s'engage en 1944, à 17 ans, dans les rangs de la Résistance. Il prend part aux combats sur le front de Lorient, au sein du 10e bataillon FFI de Jean Le Coutaller.
Après la guerre, il obtient un CAP d'instituteur, il enseigne successivement à Campénéac (1951-1958), à Lanester (1958-1971) et à Quéven où il dirige l'école Jean Jaurès, puis l'école Anatole France.
Élu conseiller municipal en 1971 dans l'équipe de Joseph Kerbellec, il devient adjoint chargé des affaires scolaires. Il succède à Joseph Kerbellec, démissionnaire, en août 1974. Pierre Quinio est réélu aux élections municipales de 1977 avec 75 % des suffrages et poursuit l'œuvre de son prédécesseur et mentor.
Son accession au poste de maire coïncide aussi avec l'adhésion de la commune de Quéven au SIVOM du Pays de Lorient où il est avec conviction partisan de la collaboration intercommunale.
La place de la mairie porte le nom de Pierre Quinio.